# Herbert Schöffler
Herbert Schöffler (* 30. August 1888 in Leipzig; † 18. April 1946 in Göttingen) war ein deutscher Anglist, der auch auf den Gebieten der Religions- und Kultursoziologie tätig war.

## Leben
Von 1908 bis 1911 studierte er Germanistik, Neuphilologie und Geschichte in Leipzig und Paris und wurde 1911 an der Universität Leipzig bei Adolf Birch-Hirschfeld promoviert. Ab 1914 war er Assistent am Historischen Seminar der Universität Leipzig, wo er 1918 habilitiert wurde. 1923 wurde er Professor für Anglistik an der Universität Bern, 1926 an der Universität Köln. Aus politischen Gründen 1941 in Köln suspendiert, wurde er 1942 Professor an der Universität Göttingen. 1943 wurde er Mitglied der Akademie der Wissenschaften zu Göttingen. Unter Überarbeitung und Depressionen leidend, nahm er sich 1946 das Leben.

## Schriften
- Beiträge zur mittelenglischen Medizinliteratur. Niemeyer, Halle 1919.
- Protestantismus und Literatur. Neue Wege zur englischen Literatur des achtzehnten Jahrhunderts (Englische Bibliothek; 2). Tauchnitz, Leipzig 1922; 2. Aufl. Vandenhoeck & Ruprecht, Göttingen 1958.
- Die Anfänge des Puritanismus. Versuch einer Deutung der englischen Reformation (Kölner anglistische Arbeiten; 14). Tauchnitz, Leipzig 1932.
- England das Land des Sportes. Eine kultursoziologische Erklärung (Hefte zur Englandkunde; 9). Tauchnitz, Leipzig 1935.
- Abendland und Altes Testament. Untersuchung zur Kulturmorphologie Europas, insbesondere Englands. Pöppinghaus, Bochum-Langendreer 1937; 2., erw. Aufl. Vittorio Klostermann, Frankfurt am Main 1941.
- Schöffler-Weis. Wörterbuch der englischen und deutschen Sprache. Ernst Klett, Stuttgart 1951.[1]
- Kleine Geographie des deutschen Witzes. Vandenhoeck & Ruprecht, Göttingen 1955 u. ö. (10. Auflage 1995). Online: https://digi20.digitale-sammlungen.de//en/fs1/object/goToPage/bsb00049989.html?pageNo=1&zoom=1.00&leftTab=mlt